# Estadio Monumental Isidro Romero Carbo
 (mars 2025).
L'Estadio Monumental Isidro Romero Carbo (rebaptisé Estadio Banco Pichincha dans le cadre d'un contrat de naming) est un stade de football situé au nord de la ville de Guayaquil en Équateur. Le stade est la propriété du Barcelona Sporting Club, son club résident.

## Histoire
Le Monumental est né de la décision d'Isidro Romero Carbo, président du Barcelona SC, de faire construire son propre stade plutôt que de continuer à partager avec le Club Sport Emelec l'Estadio Modelo Alberto Spencer, un stade construit dans les années 1950.
Le nouveau stade est inauguré le 27 décembre 1987 avec la réception amicale du FC Barcelone, devant une foule d'invités prestigieux, comme Pelé (une plaque commémorative se trouve dans le stade). Il dispose de nombreux équipements, comme une salle de soin, des boutiques et restaurants. Un terrain d'entraînement se trouve à proximité, baptisé Sigifredo Agapito Chuchuca en l'honneur d'un joueur emblématique du SC Barcelona.
Le 2 janvier 2008, le président du club Eduardo Maruri signe un contrat de naming de quatre ans avec la banque équatorienne Banco Pichincha (en). Bien que le nom officiel du stade change, le nom légal reste Estadio Monumental Isidro Romero Carbo.

## Événements

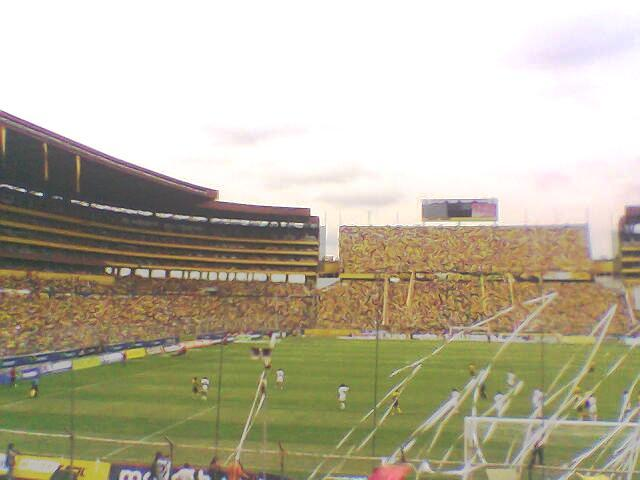
Vue panoramique du stade